# Kreis Jarotschin

Der Kreis Jarotschin

Der Kreis Jarotschin im Südosten der preußischen Provinz Posen bestand in der Zeit von 1887 bis 1919. Das ehemalige Kreisgebiet gehört heute zur polnischen Woiwodschaft Großpolen.
Der Landkreis Jarotschin war außerdem während des Zweiten Weltkrieges eine deutsche Verwaltungseinheit im besetzten Polen (1939–1945).

## Ausdehnung
Der Kreis Jarotschin hatte zuletzt eine Fläche von 721 km².

## Verwaltungsgeschichte
Der preußische Kreis Jarotschin wurde im Rahmen einer Kreisreform im Regierungsbezirk Posen am 1. Oktober 1887 aus den folgenden Teilen gebildet:
- Vom Kreis Pleschen die Stadt und der Polizeidistrikt Jarotschin, die Stadt und der Polizeidistrikt Neustadt an der Warthe sowie der Polizeidistrikt Kotlin
- Vom Kreis Schrimm die Stadt Jaratschewo, die Landgemeinden und Gutsbezirke Chytrowo, Gola, Lowencice und Wojciechowo sowie die Gutsbezirke Lukaszewo und Niedźwiady,
- Vom Kreis Wreschen die Stadt und der Polizeidistrikt Zerkow

Kreisstadt und Sitz des Landratsamtes wurde die Stadt Jarotschin.
Am 27. Dezember 1918 begann in der Provinz Posen der Großpolnische Aufstand der polnischen Bevölkerungsmehrheit gegen die deutsche Herrschaft, und im Januar 1919 war das Gebiet des Kreises Jarotschin unter polnischer Kontrolle. Am 16. Februar 1919 beendete ein Waffenstillstand die polnisch-deutschen Kämpfe, und am 28. Juni 1919 trat die deutsche Regierung mit der Unterzeichnung des Versailler Vertrags den Kreis Jarotschin auch offiziell an das neugegründete Polen ab.

## Einwohnerentwicklung
| Jahr | Einwohner | Quelle |
| ---- | --------- | ------ |
| 1895 | 44.513    |        |
| 1895 | 46.855    | [ 1 ]  |
| 1900 | 47.509    | [ 2 ]  |
| 1910 | 51.626    | [ 2 ]  |

Von den Einwohnern im Jahre 1890 waren 87 % polnischstämmig und 11 % deutschstämmig. 2 % hatten jüdische Wurzeln. Die Mehrzahl der deutschstämmigen Einwohner verließ nach 1919 das Kreisgebiet.

## Politik

### Landräte
1887–190300Fritz Engelbrecht
1903–191600von Unger
1917–192000Robert Coester (1882–1931)

### Wahlen
Der größte Teil des Kreises Jarotschin gehörte zusammen mit den Kreisen Pleschen und Wreschen zum Reichstagswahlkreis Posen 8. Der Wahlkreis wurde bei den Reichstagswahlen zwischen 1887 und 1912 von Kandidaten der Polnischen Fraktion gewonnen:
- 188700Theophil Magdzinski
- 189000Sigismund von Dziembowski-Pomian
- 189300Sigismund von Dziembowski-Pomian
- 189800Sigismund von Dziembowski-Pomian
- 190300Anton von Chlapowski
- 190700Wladislaus Seyda (78,3 % der Wählerstimmen)[3]
- 191200Wladislaus Seyda (77,2 % der Wählerstimmen)[3]

## Kommunale Gliederung
Zum Kreis Jarotschin gehörten am 1. Januar 1908 die vier Städte Jarotschin, Jaratschewo, Neustadt an der Warthe und Zerkow. Die 94 Landgemeinden und 50 Gutsbezirke waren zu Polizeidistrikten zusammengefasst.

## Gemeinden
Am Anfang des 20. Jahrhunderts gehörten die folgenden Gemeinden zum Kreis:
- Annapol
- Antonin
- Bachorzew
- Biesiadowo
- Boguschin Hauland
- Boguschin, Dorf
- Breitenfeld
- Brzostkow
- Brzustow
- Cerekwice
- Chocicza
- Chromiec Hauland
- Chrzan
- Chwalencinek
- Chwalowo
- Chytrowo
- Cilcz
- Ciswica
- Dębno/Dembno
- Eichenried (Gutsbezirk)
- Fabianow
- Friedrichsdorf
- Fürstlich Wola
- Genczewo
- Gola
- Golina
- Gora
- Grab
- Hochdorf
- Jaratschewo, Stadt
- Jarotschin, Stadt
- Kadziak
- Klein Lubin
- Klenka
- Klichow
- Kolniczki
- Komorze bei Neustadt (Warthe)
- Komorze bei Zerkow
- Konty
- Kotlin
- Kruczyn (Dorf)
- Kruczyn Hauland
- Kurcew
- Langenfeld
- Lawau
- Lgow
- Lichtenthal
- Lissewo
- Lobes
- Lowencice
- Lowenitz
- Ludwinowo
- Luszczanow
- Magnuszewice
- Michalowo bei Neustadt (Warthe)
- Mieschkow
- Neustadt an der Warthe, Stadt
- Niederdorf
- Noskow
- Orpiszewek
- Oschek
- Panienka
- Paruchowo
- Parzenczew
- Potarzyce
- Prusinow
- Prussy
- Radlin
- Raszewy
- Ratenau
- Rogusko
- Roszkow
- Rusko
- Siedlemin
- Skoraczew
- Slawoszew
- Stengosch
- Strzyzewko
- Sucha
- Suchorzew
- Suchorzewko
- Szczonowo
- Tokarow
- Twardow
- Wilhelmswalde
- Wilkowya
- Wilscha
- Witaszyce
- Woizichau
- Wojciechowo
- Wolica Kozia
- Wolica Pusta
- Wyszki
- Zakrzew
- Zalesie
- Zerkow, Stadt
- Zerkwitz
- Zerniki
- Zulkow

Vor 1908 wurden die Gemeinde Bielejewo nach Panienka und die Gemeinde Tumidaj nach Jarotschin eingemeindet. Am 21. Februar 1910 wurden die Gemeinden Czonszczew und Osiek zur Gemeinde Oschek zusammengeschlossen. Zu Beginn des 20. Jahrhunderts wurden mehrere Ortsnamen eingedeutscht.

## Persönlichkeiten
- Eduard Lasker (1829–1884), deutscher Politiker
- Hugo Fürst von Radolin (1841–1917), deutscher Diplomat
- Oskar Telke (1848–1917), geboren in Mieschkow und Geheimer Sanitätsrat in Breslau
- Jakob Steinhardt (1887–1968), deutscher Maler
- Felix Strecker (1892–1951), deutscher Elektrotechniker
- Waldemar Kraft (1898–1977), deutscher Politiker
- Elisabeth Schwarzkopf (1915–2006), deutsch-britische Opernsängerin

## Der Landkreis Jarotschin im besetzten Polen (1939–1945)

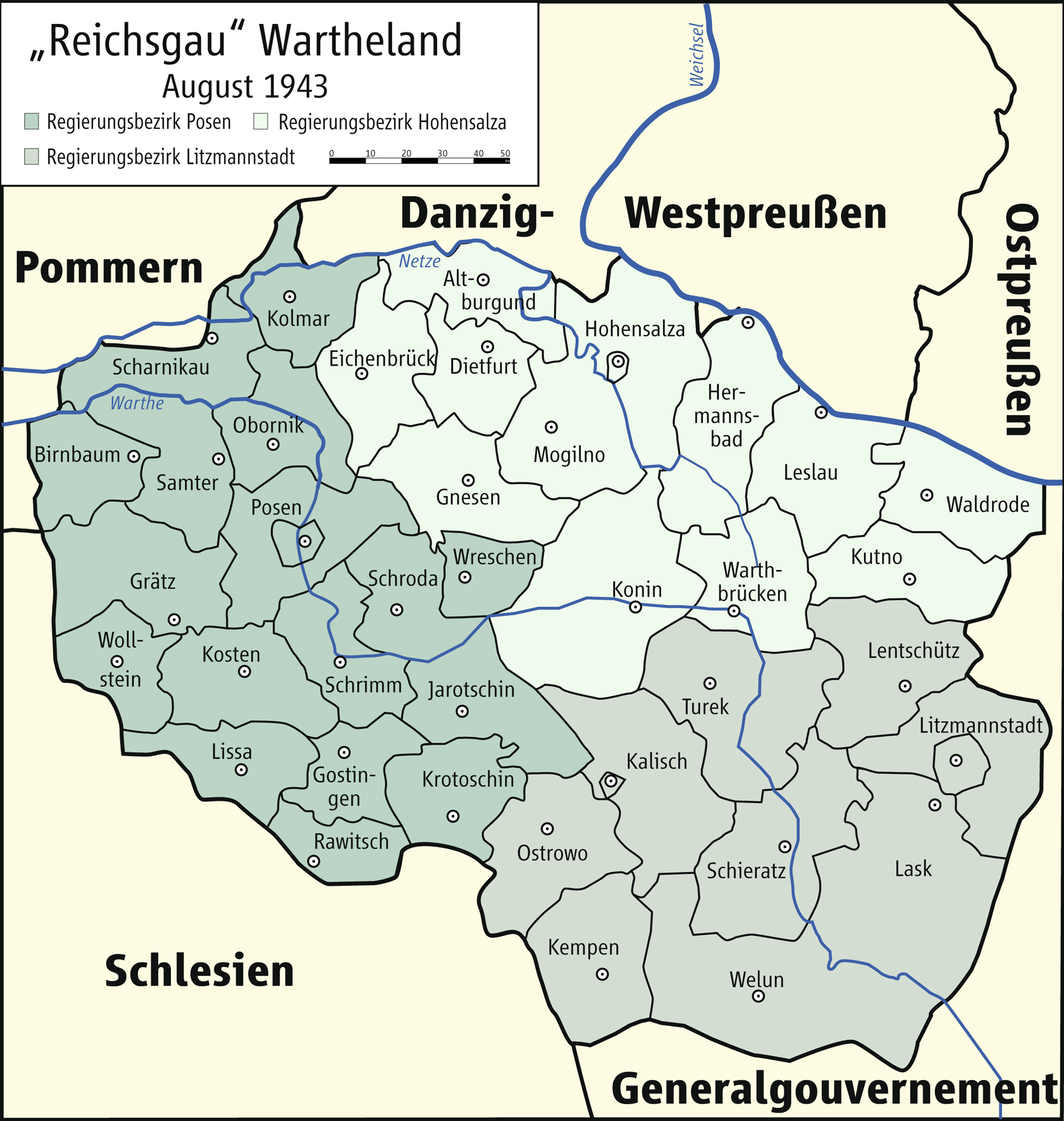
Regierungsbezirke und Kreise im Reichsgau Wartheland

### Geschichte
Im Zweiten Weltkrieg bildeten die deutschen Besatzungsbehörden den Landkreis Jarotschin im Regierungsbezirk Posen, der die ehemaligen Kreise Jarotschin und Pleschen umfasste. Die am 26. Oktober 1939 vollzogene Annexion des Gebietes durch das Deutsche Reich war als einseitiger Akt der Gewalt völkerrechtlich aber unwirksam. Der größte Teil der jüdischen Einwohner wurde von den deutschen Besatzungsbehörden ermordet. Mit dem Einmarsch der Roten Armee im Januar 1945 endete die deutsche Besetzung.

### Landkommissar
1939–999900Peter Orlowski

### Landräte
1939–194100Peter Orlowski (komm.)
1941–194300Marius Molsen (vertretungsweise)
1943–194500Peter Orlowski

### Kommunale Gliederung
Während der deutschen Besetzung im Zweiten Weltkrieg erhielten nur Jarotschin 1942 und Pleschen 1943 die Stadtrechte laut Deutscher Gemeindeordnung von 1935, die übrigen Gemeinden wurden in Amtsbezirken zusammengefasst.

### Ortsnamen
Während der deutschen Besetzung wurden durch unveröffentlichten Erlass vom 29. Dezember 1939 zunächst die 1918 gültigen Ortsnamen übernommen, es erfolgten aber bald „wilde“ Eindeutschungen durch die lokalen Besatzungsbehörden. Am 18. Mai 1943 erhielten alle Orte mit einer Post- oder Bahnstation deutsche Namen, dabei handelte es sich meist um lautliche Angleichungen, Übersetzungen oder freie Erfindungen.
Größere Gemeinden:
| polnischer Name       | deutscher Name (1815–1919)     | deutscher Name (1939–1945)                   |
| --------------------- | ------------------------------ | -------------------------------------------- |
| Bieździadów           | Biesiadowo                     | 1939 Hochland 1939–1945 Hochfeld             |
| Boguszyn              | Boguschin                      | Bogenfelde                                   |
| Chocicza              | Falkstätt                      | 1939 Falkstädt 1939–1945 Falkstätt           |
| Chrzan                | Chrzan                         | Roggenfelde                                  |
| Cielcza               | Cilcz                          | Fürstenau                                    |
| Ciswica               | Ciswica                        | Schoberdorf                                  |
| Dębno                 | Dembno 1910–1919 Eichenried    | Eichenried                                   |
| Dobieszczyzna         | Langenfeld                     | 1939–1943 Langenfeld 1943–1945 Ostlangenfeld |
| Golina                | Golina                         | 1939–1943 Annenhof 1943–1945 Göllen          |
| Góra                  | Gora                           | 1939–1943 Schloßberg 1943–1945 Schloßhöhe    |
| Jaraczewo             | Jaratschewo                    | Obragrund                                    |
| Jarocin               | Jarotschin                     | Jarotschin                                   |
| Klęka                 | Klenka                         | Linderhof                                    |
| Kotlin                | Kotlin                         | 1939–1943 Kottlau 1943–1945 Kesseltal        |
| Ludwinów              | Ludwinowo                      | Ludwigsmühle                                 |
| Łuszczanów            | Luszczanow                     | Klengdorf                                    |
| Mieszków              | Mieszkow 1875–1919 Mieschkow   | 1939 Halbstadt 1939–1945 Mühlenfelde         |
| Nowe Miasto nad Wartą | Neustadt a./Warthe             | Neustadt a./Warthe                           |
| Siedlemin             | Siedlemin                      | Neu Siedel                                   |
| Sławoszew             | Slawoszew                      | Neu Lawau                                    |
| Wilkowyja             | Wilkowya                       | Wolfsdorf                                    |
| Witaszyce             | Witaszyce 1906–1919 Witaschütz | 1939–1943 Wildschütz 1943–1945 Waidschütz    |
| Żerków                | Zerkow                         | Bergstadt                                    |